# Generali Seguros
Véase también Seguros (desambiguación).
Generali Seguros es la marca comercial de la empresa aseguradora española Generali España, S. A. de Seguros y Reaseguros, perteneciente al Grupo Generali.
Perteneciente al grupo asegurador italiano Assicurazioni Generali, su actividad se basa en ofrecer soluciones aseguradoras tanto a particulares como a pymes o grandes corporaciones.
La compañía surgió en 2010 de la fusión entre Banco Vitalicio y Estrella Seguros, ambas pertenecientes a la italiana Assicurazioni Generali, que llevaba operando en España (bajo otras marcas) desde 1834.
Según datos de 2017, dispone de 3,1 millones de asegurados, una red de 1588 oficinas y más de 10 000 profesionales entre corredores y agentes.

## Historia
En 1831 se produce la Constitución de Assicurazioni Generali y tres años más tarde se establece en España.
Los orígenes de la compañía en España se remontan a 1880, cuando el 2 de junio La Previsión empezó a operar en Barcelona. El 30 de marzo de 1881, por otra parte, se estableció en esa misma ciudad el Banco Vitalicio de Cataluña.
En 1887, ambas entidades se fusionaron, tomando la nueva sociedad el nombre Banco Vitalicio de España, con Claudio López Bru (Marqués de Comillas), como presidente.
En 1901 Se constituye La Estrella
En 1991, Banco Vitalicio de España pasó a formar parte de "Holding Asegurador Central Hispano-Generali", al cual pertenecía en un 97,85%, y entre cuyos principales accionistas se encontraban la compañía aseguradora Assicurazioni Generali y el Banco Central Hispanoamericano.
En 1992 La Estrella se incorpora a Grupo Generali
En 2009 se anunció la integración de las compañías Estrella y Vitalicio para operar bajo la marca de Generali Seguros. El proceso de integración culminó en julio de 2010.
En 2011 Banco Mediolanum alcanzó un acuerdo con Seguros Generali para la comercialización de seguros de vida y riesgo.

## Patrocinio deportivo
La compañía es el patrocinador principal del Gran Premio de la Comunidad Valenciana de motociclismo, disputado en el Circuito de Cheste, conocido como "Gran Premio GENERALI de la Comunidad Valenciana" y que es la última carrera del campeonato mundial desde 2008. Además, desde 2012 es el asegurador oficial de MotoGP en las 18 carreras que se llevan a cabo en todo el mundo. A finales de 2017, decidió unir su marca con el rugby español, como patrocinador principal de la Selección Española de Rugby Masculino.